# Les germanes Bolena
Les germanes Bolena (en anglès, The Other Boleyn Girl) és una pel·lícula històrica de 2008 dirigida per Justin Chadwick.
El film és una adaptació cinematogràfica de la novel·la homònima de Philippa Gregory i de la telemovie de la BBC també basada en el llibre. La història se centra en la vida sentimental de l'aristòcrata britànica del segle xvi, Maria Bolena, germana d'Anna Bolena i una vegada amant del Rei Enric VIII d'Anglaterra.
La seva estrena mundial va tenir lloc el 15 de febrer de 2008 en el Festival Internacional de Cinema de Berlín a la qual li va seguir una première a Londres quatre dies més tard. Moment a partir del qual Les germanes Bolena es va anar incorporant a les cartelleres cinematogràfiques de tot el món arribant a Catalunya el dia 29 de febrer de 2008, al mateix temps que als Estats Units.

## Argument
La pel·lícula tracta la discòrdia que apareix entre dues germanes, Anna Bolena (Natalie Portman) i Maria Bolena (Scarlett Johansson), en buscar totes dues l'afecte del rei d'Anglaterra Enric VIII (Eric Bana).
Empesos per l'ambiciós desig de millorar el nivell social i el poder de la família, el pare de les germanes, Tomàs Bolena i el seu oncle, el Duc de Norfolk, organitzen una trobada del rei amb les noies, aprofitant la seva insatisfacció amb la seva dona, Caterina d'Aragó (Ana Torrent), incapaç de donar-li un hereu. En un primer moment, l'escollida per atraure l'atenció del monarca és Anna, la més gran de les dues filles de la família, considerada també la més astuta i intel·ligent. Això no obstant, quan el rei cau ferit en un accident de caça, indirectament causat per l'Anna, es decideix que sigui precisament Maria l'encarregada de curar-lo. Més tímida i dolça, Maria té èxit on la seva germana no l'ha tingut i conquista al rei. Des d'aquest moment comença una contínua disputa entre les dues: la primera, enamorada i desitjosa de conservar l'amor del rei, i la segona, ambiciosa i interessada a millorar el seu estatus social.
Sentint-se menyspreada per la seva família, Anna decideix aconseguir el seu objectiu casant-se secretament amb un noble britànic, Henry Percy, hereu a un ducat. El seu casament li assegurava un important paper dintre de la noblesa anglesa. Malauradament, confiant-se al seu germà, George, i aquest, al mateix temps a Maria, la notícia no tarda a ser coneguda pel seu pare i oncle. Preocupats per les conseqüències que una boda celebrada sense el consentiment del Rei podria tenir sobre la reputació de la seva germana, George i Maríia els expliquen als seus superiors el secret d'Anna. Aquests no dubten en prendre mesures severes: el casament s'haurà de mantenir en secret, ja que Henry Percy estava compomès amb una altra dona i el matrimoni d'un aristòcrata només pot ser decidit pel rei. A més, pare i oncle, furiosos davant la irresponsabilitat que ha demostrat Anna, l'envien sense falta a l'exili de la cort francesa.
Mentre l'Anna és enviada a França, caiguda en desgràcia, la Maria esdevé l'amant del rei; la bona fortuna dels Bolena sembla encara més segura quan la noia queda embarassada per alegria del monarca. Malauradament, al cap de poques setmanes, Maria quasi perd el nen i el metge de palau li prescriu complet repòs. Estant doncs, Maria reclosa a la seva habitació, el duc de Norfolk fa tornar a l'Anna de França perquè distregui al rei durant el confinament de la seva germana i eviti que Enric VIII s'interessi per altres dones (com Jane Seymour). L'Anna, tanmateix, torna amb la intenció d'atraure de nou al rei, mostrant-se més sofisticada i responsable del que havia semblat abans. Negant-li els seus favors sexuals, Anna s'assegura l'interès d'Enric aconseguint, fins i tot, la seva promesa que no tornarà amb altres dones ni tampoc parlarà amb la seva germana a canvi de convertir-se en la seva amant. De fet, Anna aconsegueix aquesta promesa just després que Maria hagi tingut un nen, fent que la seva alegria pel naixement d'un hereu reial desaparegués.

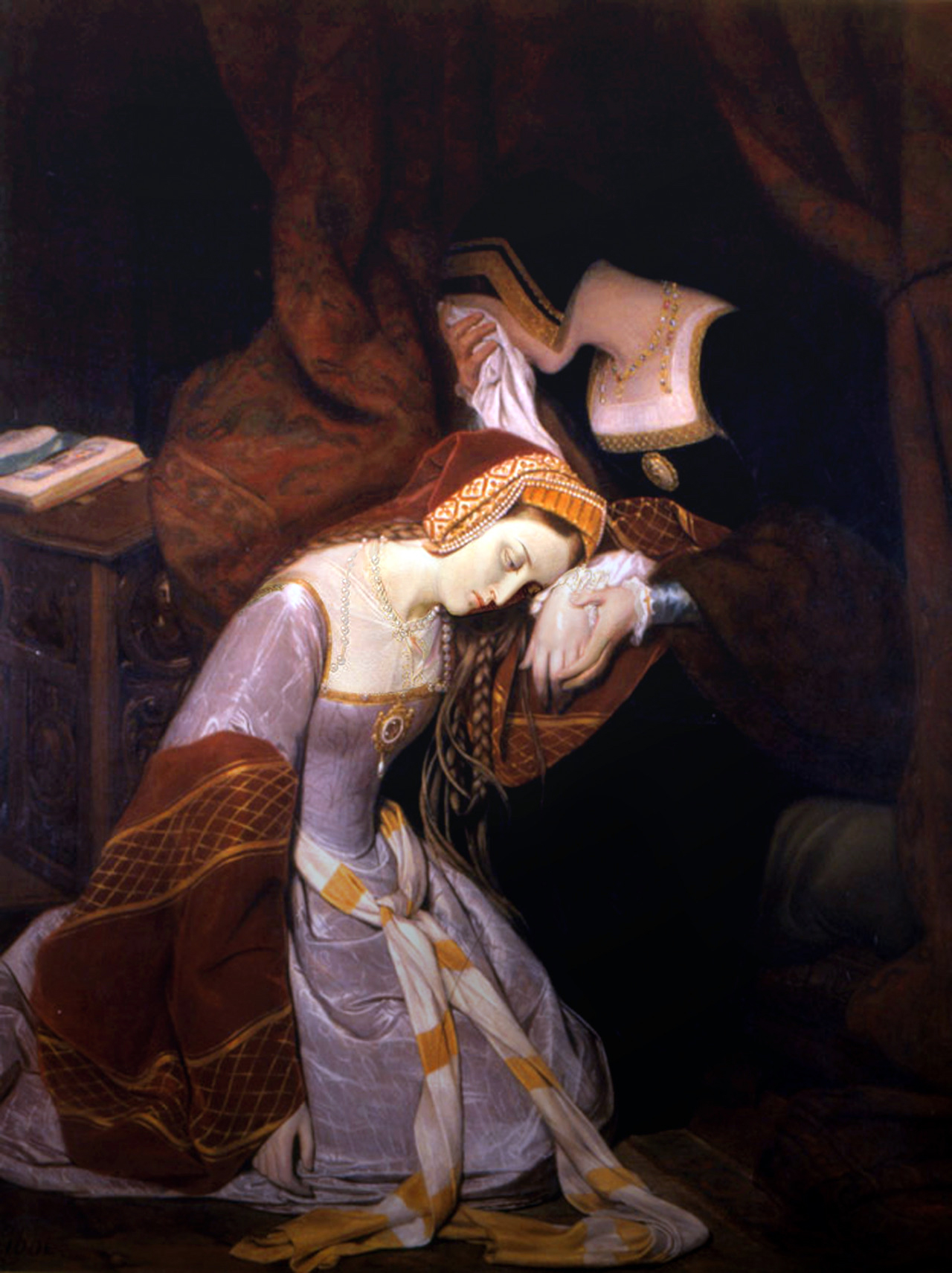
Anna Bolena a la Torre de Londres abans de la seva execució.

L'ambició d'Anna no té límits. Segueix rebutjant els intents del Rei fins que aquest li promet casar-se amb ella. Al final, el monarca es divorcia de Catalina trencant així les seves relacions amb l'Església de Roma i dividint el país que està descontent amb la nova Reina. Les germanes arriben a un punt de reconciliació i Maria ajuda a la seva germana durant el seu primer embaràs. El nounat, tanmateix, és una nena i, en una situació d'insatisfacció en el seu matrimoni, Anna ha de buscar al rei per tal de donar-li el nen desitjat. Afortunadament, Anna concep per segona vegada mentre les relacions amb el seu marit, qui la culpa de portar el país a una guerra civil, es tornen cada cop més tenses. En aquest context, Anna pateix un avortament i, desesperada davant la pressió que rep del rei per donar-li un hereu i la tensió política que es viu a Anglaterra, li proposa al seu germà George cometre incest. Horroritzada davant la proposta d'Anna, Maria abandona la cort. Anna i George són incapaços de dur a terme l'acte. Això no obstant, la dona de George, Jane, qui se sent abandonada pel seu marit, és testimoni de la seva trobada. La seva acusació serveix per detenir als dos germans que són jutjats i, posteriorment, sentenciats a pena de mort. En conèixer la seva sort, Maria torna a la cort per suplicar al rei per la vida de la seva germana, ja que George ja ha estat executat. Enric sembla estovar-se i donar el seu perdó. Però, a l'hora de la veritat, Anna acaba sent executada davant el poble britànic. Conscient d'una última promesa que li va fer a la seva germana, Maria va a buscar a la seva filla i la porta amb ella al camp on creixerà en un ambient d'harmonia. La pel·lícula acaba destacant en un epíleg que seria precisament aquesta nena pèl-roja d'Anna, indesitjada pel seu pare, qui es convertiria en la forta i triomfadora hereva que Enric VIII sempre volia: Elisabet I d'Anglaterra.

## Repartiment
| Intèrpret            | Personatge            | Veu en català       |
| -------------------- | --------------------- | ------------------- |
| Natalie Portman      | Anna Bolena           | Núria Trifol        |
| Scarlett Johansson   | Maria Bolena          | Marta Barbarà       |
| Eric Bana            | Rei Enric VIII        | Jordi Boixaderas    |
| Jim Sturgess         | George Bolena         | Hernan Fernández    |
| Mark Rylance         | Sir Tomàs Bolena      | Jaume Comas         |
| Kristin Scott Thomas | Lady Elizabeth Bolena | Montse Puga         |
| David Morrissey      | Duc de Norfolk        | Joan Carles Gustems |

## Producció

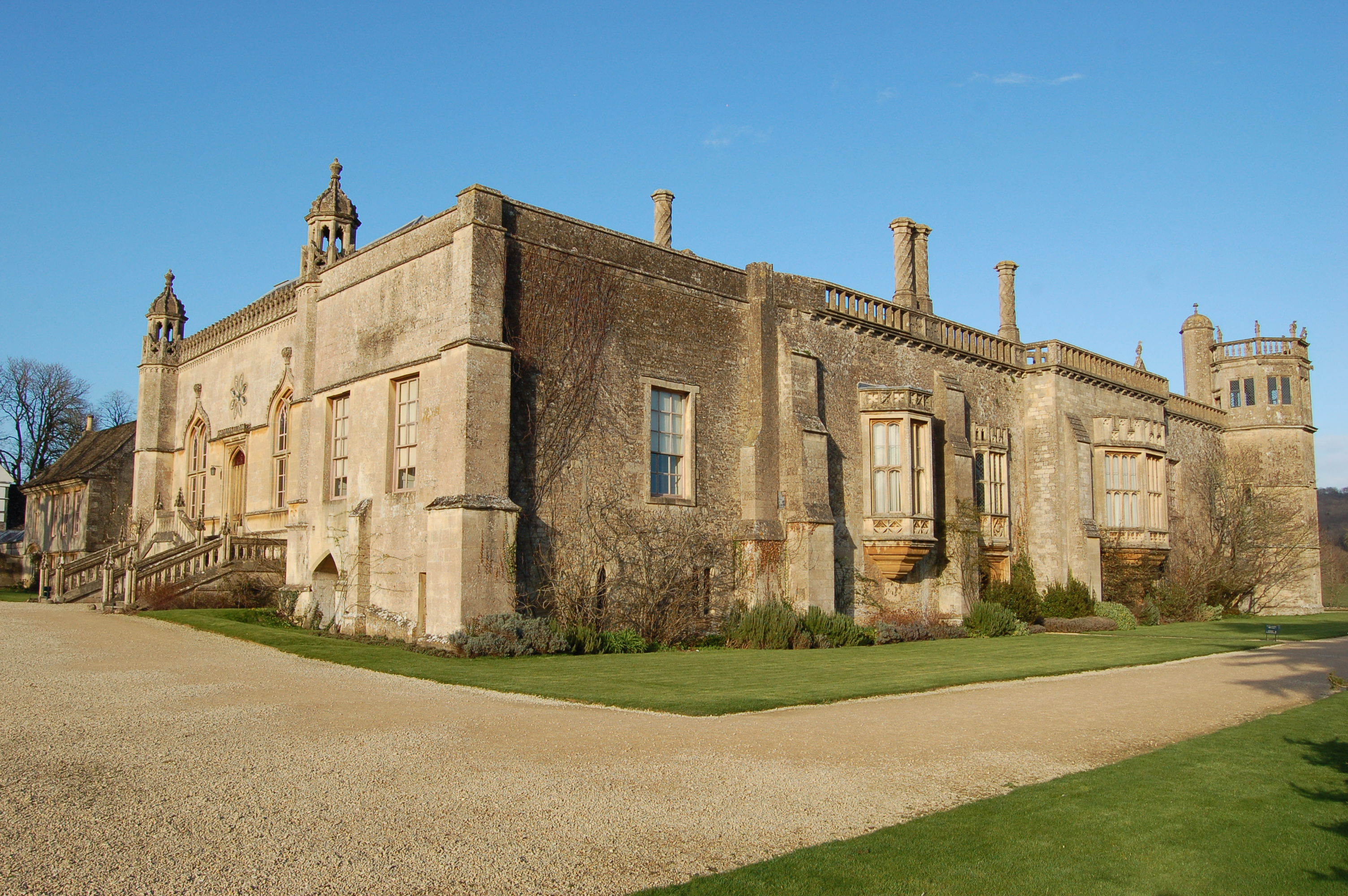
L'abadia de Lacock on es va rodar part de la pel·lícula.

Per a portar la història a la pantalla gran, Justin Chadwick es va valer d'un gran repartiment. Segons ell, la relació principal a Les germanes Bolena no és la d'Anna i Enric, sinó la d'Anna i Maria, dues germanes que es porten molt malament entre elles però que són la meitat l'una de l'altra. Per això,amb l'objectiu de plasmar aquesta relació de gelosia i amistat, Justin Chadwick va escollir a dues premiades actrius capaces d'interpretar aquesta espècie de rivalitat íntima: Scarlett Johansson i Natalie Portman. Eric Bana es va unir a les actrius en el paper d'Enric VIII i van completar l'equip Kristin Scott Thomas que va interpretar a la mare de les joves, Lady Elizabeth; l'actor Jim Sturgess com el seu germà George; Mark Rylance com el seu pare, Sir Tomàs, i David Morrissey com el seu oncle, el Duc de Norfolk.

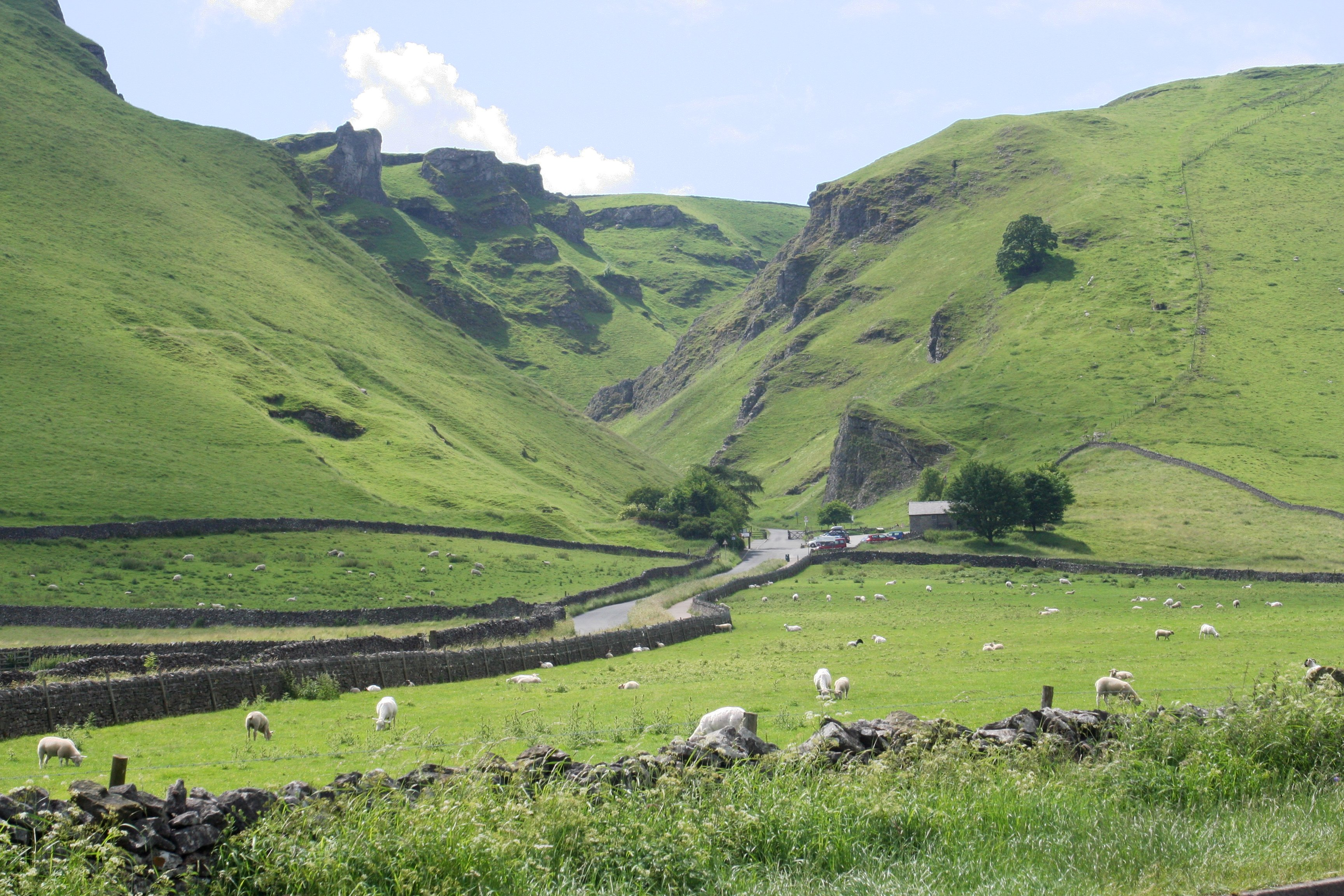
El Districte de Peak on es van filmar les escenes rurals.

L'equip tècnic que va fer possible la realització de la pel·lícula també va comptar amb professionals d'alt nivell. Així, Peter Morgan, nominat a un Oscar pel guió de La reina, va ser el que va adaptar la novel·la de Philippa Gregory pel cinema; la dissenyadora guanyadora de dos Oscars de l'Acadèmia Sandy Powell, que ja havia abans treballat per pel·lícules tan destacades com Shakespeare in Love, Gangs of New York, L'aviador, Mrs. Henderson presents Infiltrats, va ser l'encarregada de preparar el vestuari. I John-Paul Kelly, premiat pels Emmy, va ser l'escollit per a dirigir el disseny de la producció.
L'objectiu del director era rodar el màxim possible en decorats naturals. D'aquesta manera, la majoria dels exteriors de la pel·lícula es van rodar en castells i mansions d'Anglaterra. El problema, tanmateix, va ser que gran part dels palaus que van acollir a la cort anglesa i la família Bolena formaven part del recorregut turístic i havien estat retocats per acomodar als visitants. Per tant, ja no tenien la mateixa atmosfera que durant el regnat d'Enric VIII. Per tal de crear aquesta difícil ambientació, finalment, John-Paul Kelly i el director de fotografia, Kieran McGuigan, es van decidir per: la casa i el parc Great Chalfield Manor, prop de Bath, on es va recrear la casa dels Bolena quan encara vivien lluny de Londres; l'abadia de Lacock a Lacock, Wiltshire, la Knole House de Kent i el palau de Penshurst Place que amb els seus jardins, claustres i salons va representar el Palau de Whitehall; el Districte de Peak que va servir per a les escenes rurals de la pel·lícula; i el Castell de Dover a Kent on es va filmar l'execució d'Anna Bolena que, en realitat, va tenir lloc a la Torre de Londres. Malgrat aquest immens escenari natural, l'aspecte envellit que requeria Justin Chadwick només es podia obtenir construint decorats. D'aquesta forma, es van edificar parts del palau i de la casa dels Bolena en els platós dels estudis Elstree de Londres.
Per al vestuari, Sandy Powell es va basar en les pintures de Hans Holbein que retraten la cort d'Enric VIII amb gran detall. Junt amb el seu equip, es va ocupar de dissenyar i realitzar centenars de vestits fidels a l'època Tudor. Això no obstant, segons explica la mateixa dissenyadora, per tal de recrear el vestuari d'aquella època va haver de fer autèntics malabarismes, ja que no es disposa de la informació i les teles que serien necessàries per fer la roba igual que en el segle xvi, de manera que, sempre existeix una certa llicència artística. Un dels punts claus de la pel·lícula era mostrar les diferències entre Maria Bolena, de caràcter dolç i innocent, i la seva germana Anna, de temperament fort i més desinvolta que Mara. Tenint en compte que no hi ha molta varietat en la forma de vestir de l'època Tudor, Sandy Powell va decidir diferenciar-les a través dels colors.

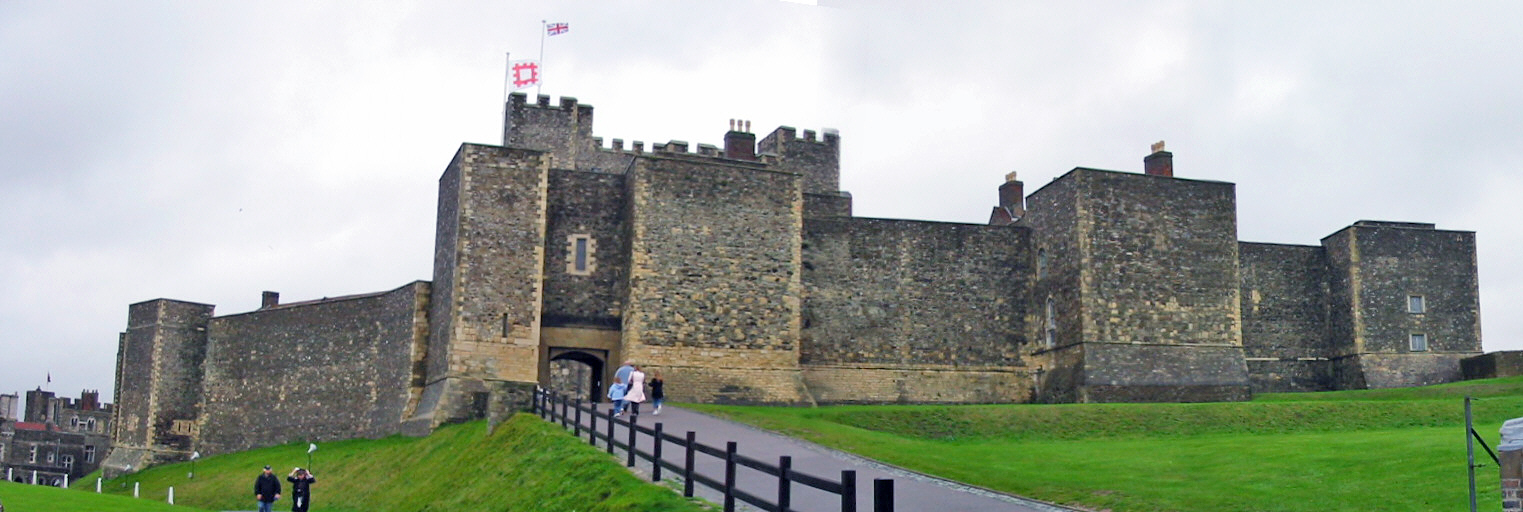
El Castell de Dover, escenari fictici de l'execució d'Anna Bolena (Natalie Portman).

## Crítica
En general, la pel·lícula va rebre una barreja de crítiques. La majoria va coincidir que aquesta no era una simple pel·lícula històrica sinó, sobretot, un drama moral sobre l'ambició humana i els seus límits. Es va considerar que, potser, al conjunt li faltava entitat argumental, però també es va valorar positivament la feina de fotografia i de vestuari. Sobre el repartiment, no es va dubtar en cap moment de què aquesta era una pel·lícula de dones i, per tant, com a tal, les que brillaven eren les actuacions femenines. Segons els crítics, no van defraudar i van estar a l'altura, encara que també es va trobar a faltar la manca de vertadera tensió entre el rei i Anna Bolena i d'aquesta amb la seva germana.
A Anglaterra, moltes de les crítiques també es van centrar en l'elecció del repartiment. Alguns sectors de la premsa anglesa no van veure amb bons ulls la decisió que tres de les grans figures angleses fossin interpretades per dues estatunidenques (Johansson i Portman) i un australià (Eric Bana). Malgrat tot, Philippa Gregory, que va ser assessora de la pel·lícula, va alabar als tres actors i el seu esperit de treball. Segons explica ella mateixa: "Quan vaig arribar al rodatge hi vaig trobar un grup de lectura. Tots els actors de la pel·lícula estaven llegint, no només la meva novel·la The Other Boleyn Girl sinó també moltes de les meves altres obres sobre els Tudor. Especialment, el llibre de Scarlett es trobava mig trencat i amb anotacions en quasi totes les pàgines".

## Premis
- Nominació a Millor actriu secundària per a Natalie Portman en els Adapt Awards 2008: 1st semester[8]
- Nominació a Millor actriu de cine: Drama per a Scarlett Johansson en els Teen Choice Awards